# بطولة العالم لألعاب القوى 2017
بطولة العالم لألعاب القوى 2017 هي النسخة السادسة عشر ومن المقرر أن تعقد في شهر آب من عام 2017 في لندن، المملكة المتحدة. لندن حصلت على شرف استضافة البطولة من قبل الاتحاد الدولي لألعاب القوى في موناكو في 11 تشرين الثاني 2011. هذه البطولة هي الأخير لكل من عداء المسافات القصيرة يوسين بولت و عداء المسافات الطويلة مو فرح.

## إختيار المدينة المضيفة
عند انتهاء المهملة المحددة لتقديم الترشيحات في 1 أيلول 2011 ، اثنين من المدن المرشحة (لندن والدوحة) أكدت ترشيحاتها. برشلونة انسحبت من المنافسة بسبب عدم وجود دعم محلي من السكان بالأضافة إلى وجود صعوبات مالية. لجنة التقييم في الاتحاد الدولي لألعاب القوى قامت بزيارة لندن في 2 كانون الأول ومن ثم الدوحة في 4 تشرين الأول لتقييم مدى جهوزية المدينتين للأستضافة، في 11 تشرين الثاني 2011 تم الإعلان عن المدينة المضيفة.

## المرفق الرياضي
البطولة ستقام في الاستاد الأولمبي في ستراتفورد في لندن والذي لديه قدرة استيعابية ب 60.000 متفرج.

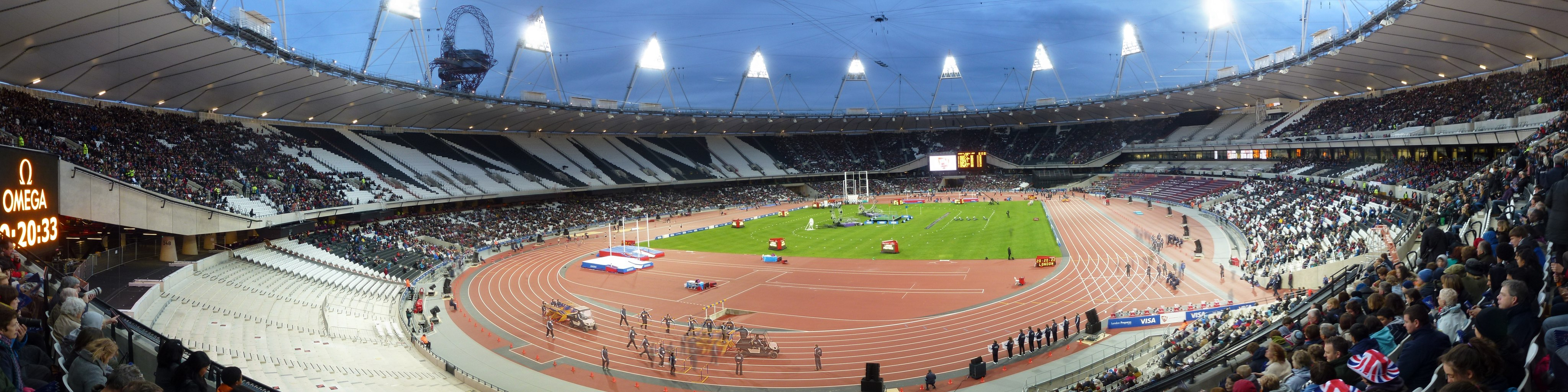
الملعب الأولمبي في عام 2012

## التغطية الإعلامية
حقوق البث التلفزيوني للبطولة في المملكة المتحدة هي لمحطة بي بي سي. اما في الولايات المتحدة فإن حقوق البث هي لمحطة إن بي سي العالمية.

## معايير المشاركة
تبدأ فترة التصفيات لكل من مسابقات : 10000 متر، ماراثون، سباق المشي، سباقات التتابع والعشاري / سباعي من 1 كانون الثاني 2016 إلى 23 تموز 2017. أما بقية المسابقات فان الفترة تبدأ من 1 تشرين الأول 2016 إلى 23 تموز 2017. يتأهل إلى البطولة كل متسابق استطاع الوصول إلى القيمة الموضوعة كمعيار لمسابقته، كما هو موضح في الجدول ادناه:
| الفعالية          | رجال              | سيدات             |
| ----------------- | ----------------- | ----------------- |
| 100 متر           | 10.12             | 11.26             |
| 200 متر           | 20.44             | 23.10             |
| 400 متر           | 45.50             | 52.10             |
| 800 متر           | 1:45.90           | 2:01.00           |
| 1500 متر (المايل) | 3:36.00 (3:53.40) | 4:07.50 (4:26.70) |
| 3000 متر موانع    | 8:32.00           | 9:42.00           |
| 5000 متر          | 13:22.60          | 15:22.00          |
| 10,000 متر        | 27:45.00          | 32:15.00          |
| 110/100 متر حواجز | 13.48             | 12.98             |
| 400 متر حواجز     | 49.35             | 56.10             |
| قفز عالي          | 2.30 m            | 1.94 m            |
| القفز بالزانة     | 5.70 m            | 4.55 m            |
| قفز طويل          | 8.15 m            | 6.75 m            |
| قفز ثلاثي         | 16.80 m           | 14.10 m           |
| رمي الجلة         | 20.50 m           | 17.75 m           |
| رمي القرص         | 65.00 m           | 61.20 m           |
| رمي المطرقة       | 76.00 m           | 71.00 m           |
| رمي الرمح         | 83.00 m           | 61.40 m           |
| ماراثون           | 2:19:00           | 2:45:00           |
| عشاري/سباعي       | 8100              | 6200              |
| 20 كيلومتر مشي    | 1:24:00           | 1:36:00           |
| 50 كيلومتر مشي    | 4:06:00           | —                 |

## الدول المشاركة

### روسيا
عضوية روسيا معلقة حاليا إلى أجل غير مسمى وممنوعة من المشاركة في المنافسة الدولية، إلى ان هنالك اثني عشر من الرياضيين الروس قد سمح لهم بالمشاركة كرياضيين مستقليين بعد عملية اثبات أن هؤلاء الرياضيين لم يكونو من ضمن البرنامج الروسي للمنشطات. اما الرياضيين فهم :  أليكسي سوكيرسكي (رمي المطرقة)، إيليا مودروف (القفز بالزانة)، سيرجي شوبينكوف (110 م حواجز)، سيرجي شيروبوكوف (20 كيلومتر مشي)، دانيل تسيبلاكوف (الوثب العالي)، داريا كليشينا (الوثب الطويل) يوليا ستيبانوفا (800 م)، ماريا كوتشينا (الوثب العالي)، أولغا مولينا (القفز بالزانة)، يانا سمردوفا (سباق المشي)، أنجيليكا سيدوروفا (القفز بالزانة) و كريستينا سيفكوفا (عداءه).

## ملخص الحدث

### رجال

#### المضمار
| الفعالية | الذهبية | الذهبية        | الفضية | الفضية           | البرونزية | البرونزية |
| --- | ------- | -------------- | ------ | ---------------- | --------- | --------- |
| 100 متر |         | جاستين جاتلن   |        | اوسيان بولت      |           |           |
| 200 متر |         |                |        |                  |           |           |
| 400 متر |         |                |        |                  |           |           |
| 800 متر |         |                |        |                  |           |           |
| 1500 متر |         |                |        |                  |           | المغرب    |
| 5000 متر |         | مختار ادريس    |        | محمد فرح         |           |           |
| 10,000 متر |         |                |        |                  |           |           |
| ماراثون |         | البحرين        |        | البحرين          |           | اثيوبيا   |
| 110 متر حواجز |         |                |        |                  |           |           |
| 400 متر حواجز |         |                |        |                  |           | سامبا     |
| 3000 متر موانع |         |                |        |                  |           |           |
| 20 كيلومتر مشي |         |                |        |                  |           |           |
| 50 كيلومتر مشي |         | الفرنسي        |        |                  |           |           |
| 4 × 100 متر تتابع |         | بريطانيا       |        | الولايات المتحدة |           | اليابان   |
| 4 × 400 متر تتابع |         | ترنداد وتوباجو |        | الولايات المتحدة |           | بريطانيا  |
| ر.ع رقم قياسي عالمي\| ر.ج رقم قياسي لمنطقة جغرافية\| ر.ب رقم قياسي لبطولة\| ر.د رقم قياسي لدورة\| ر.و رقم قياسي وطني (محلي)\| ر.أ رقم قياسي أولمبي\| ر.ش رقم شخصي\| ر.م رقم قياسي للموسم |         |                |        |                  |           |           |

#### الميدان
| الفعالية | الذهبية | الذهبية          | الفضية | الفضية      | البرونزية | البرونزية |
| --- | ------- | ---------------- | ------ | ----------- | --------- | --------- |
| قفز عالي |         | معتز برشم من قطر |        | غزال السوري |           |           |
| القفز بالزانة |         |                  |        |             |           |           |
| قفز طويل |         |                  |        |             |           |           |
| قفز ثلاثي |         |                  |        |             |           |           |
| دفع الجلة |         |                  |        |             |           |           |
| رمي القرص |         |                  |        |             |           |           |
| رمي الرمح |         |                  |        |             |           |           |
| رمي المطرقة |         |                  |        |             |           |           |
| ر.ع رقم قياسي عالمي\| ر.ج رقم قياسي لمنطقة جغرافية\| ر.ب رقم قياسي لبطولة\| ر.د رقم قياسي لدورة\| ر.و رقم قياسي وطني (محلي)\| ر.أ رقم قياسي أولمبي\| ر.ش رقم شخصي\| ر.م رقم قياسي للموسم |         |                  |        |             |           |           |

#### مشترك
| الفعالية | الذهبية | الذهبية | الفضية | الفضية  | البرونزية | البرونزية |
| --- | ------- | ------- | ------ | ------- | --------- | --------- |
| عشاري |         | المانيا |        | المانيا |           |           |
| ر.ع رقم قياسي عالمي\| ر.ج رقم قياسي لمنطقة جغرافية\| ر.ب رقم قياسي لبطولة\| ر.د رقم قياسي لدورة\| ر.و رقم قياسي وطني (محلي)\| ر.أ رقم قياسي أولمبي\| ر.ش رقم شخصي\| ر.م رقم قياسي للموسم |         |         |        |         |           |           |

### سيدات

#### المضمار
| الفعالية | الذهبية | الذهبية     | الفضية | الفضية  | البرونزية | البرونزية |
| --- | ------- | ----------- | ------ | ------- | --------- | --------- |
| 100 متر |         |             |        |         |           |           |
| 200 متر |         |             |        |         |           |           |
| 400 متر |         |             |        |         |           |           |
| 800 متر |         |             |        |         |           |           |
| 1500 متر |         |             |        |         |           |           |
| 5000 متر |         | الماظ ايانا |        |         |           |           |
| 10,000 متر |         |             |        |         |           |           |
| ماراثون |         |             |        |         |           |           |
| 100 متر حواجز |         | سالي بيرسون |        |         |           |           |
| 400 متر حواجز |         |             |        |         |           |           |
| 3000 متر موانع |         |             |        |         |           |           |
| 20 كيلومتر مشي |         |             |        |         |           |           |
| 4 × 100 متر تتابع |         | امريكا      |        | برطانيا |           |           |
| 4 × 400 متر تتابع |         |             |        |         |           |           |
| ر.ع رقم قياسي عالمي\| ر.ج رقم قياسي لمنطقة جغرافية\| ر.ب رقم قياسي لبطولة\| ر.د رقم قياسي لدورة\| ر.و رقم قياسي وطني (محلي)\| ر.أ رقم قياسي أولمبي\| ر.ش رقم شخصي\| ر.م رقم قياسي للموسم |         |             |        |         |           |           |

#### الميدان
| الفعالية | الذهبية | الذهبية | الفضية | الفضية | البرونزية | البرونزية |
| --- | ------- | ------- | ------ | ------ | --------- | --------- |
| قفز عالي |         |         |        |        |           |           |
| قفز بالزانة |         |         |        |        |           |           |
| قفز طويل |         |         |        |        |           |           |
| قفز ثلاثي |         |         |        |        |           |           |
| دفع الجلة |         |         |        |        |           |           |
| رمي القرص |         |         |        |        |           |           |
| رمي المطرقة |         |         |        |        |           |           |
| رمي الرمح |         |         |        |        |           |           |
| ر.ع رقم قياسي عالمي\| ر.ج رقم قياسي لمنطقة جغرافية\| ر.ب رقم قياسي لبطولة\| ر.د رقم قياسي لدورة\| ر.و رقم قياسي وطني (محلي)\| ر.أ رقم قياسي أولمبي\| ر.ش رقم شخصي\| ر.م رقم قياسي للموسم |         |         |        |        |           |           |

#### مشترك
| الفعالية | الذهبية | الذهبية | الفضية | الفضية | البرونزية | البرونزية |
| --- | ------- | ------- | ------ | ------ | --------- | --------- |
| سباعي |         |         |        |        |           |           |
| ر.ع رقم قياسي عالمي\| ر.ج رقم قياسي لمنطقة جغرافية\| ر.ب رقم قياسي لبطولة\| ر.د رقم قياسي لدورة\| ر.و رقم قياسي وطني (محلي)\| ر.أ رقم قياسي أولمبي\| ر.ش رقم شخصي\| ر.م رقم قياسي للموسم |         |         |        |        |           |           |

### جدول المداليات
||1|| أمريكا || 10 || 9 || 11 || 30 ||